# Pierre Pay-Pay wa Syakasighe
Pierre Pay-Pay wa Syakasighe, född 1946, är en Kinshasa-kongolesisk politiker som var DCF-COFEDEC:s presidentkandidat i 2006 års val, det första demokratiska valet i landet sedan 1965. Han hade då tidigare varit minister under Mobutu Sese Seko och ledare över Zaires riksbank, Banque du Zaïre.